# Roger Gual
Roger Gual (Barcelona, 12 de novembre de 1973) és un director de cinema català.

## Biografia
Estudia Disseny gràfic a l'escola Elisava de Barcelona i comença dues carreres que mai acaba: Administració i Direcció d'Empreses i Història de l'Art a la Universitat de Barcelona. El 1998 se'n va a viure a Nova York, treballa com a freelance en publicitat i al mateix temps estudia cinema. Un any després marxa a Cuba on participa en un taller de guió i realització a l'Escola Internacional de San Antonio de los Baños.
El 2001 escriu i dirigeix amb Julio Wallovits la pel·lícula Smoking Room. El llargmetratge es va presentar a la 5a edició del Festival de Cinema Espanyol de Màlaga, on va rebre els premis al Millor Guió, a la Millor Interpretació masculina (per tot el repartiment) i el Premi Especial del Jurat.
El juliol de 2003, dirigeix i estrena l'obra de teatre La pata negra, amb Vicenta N'Dongo, per al Festival Grec de Barcelona i el Mercat de les Flors. I el 2004 coescriu i codirigeix un espectacle anomenat Muntant pollastres, amb el clown Jango Edwards, per al Fòrum de les Cultures de Barcelona.
El 2005 escriu i dirigeix el seu segon llargmetratge, aquesta vegada en solitari, anomenat Remake i que es va estrenar a les sales el 21 d'abril del 2006.
El juny de 2013 va estrenar Menú degustació, un film interpretat per Jan Cornet, Clàudia Bassols, Vicenta N'Dongo, Fionnula Flanagan, Stephen Rea i Togo Igawa. El film comença amb un any d'antelació, en què en Marc i la Raquel aconsegueixen reservar taula en un dels millors restaurants del món, en un racó de la Costa Brava; quan arriba el dia escollit, resulta que en realitat ells ja fa temps que no estan junts, però no per això renuncien a la cita. Entre el seu palmarès destaquen: la Menció Especial del Jurat en el Festival Internacional de Karlovy Vary; la nominació al Premi Fassbinder a la Millor Opera Prima, en els premis de l'Acadèmia de Cinema Europeu; el premi a la Millor Òpera Prima en el Festival de Tudela i en la Mostra de València. El 2003, van rebre el Goya a la millor direcció novell. Smoking Room es va estrenar en sales comercials a mitjans de juny del 2002. Remake és la seva segona pel·lícula i el seu debut en solitari.

## Filmografia

### Cinema
| Com a director - Remake (2006) - Hotel (2011, curtmetratge) - Smoking Room (2012) - Menú degustació (2013) - 7 años (2016) | Com a guionista - Remake (2006) - Hotel (2011, curtmetratge) - Smoking Room (2012) - Menú degustació (2013) | Com a productor - Parking (2007) |

### Televisió
| Com a director - 64 postures (2012) | Com a guionista - 64 postures (2012) |

## Premis i nominacions
| Any  | Premi                                             | Categoria                      | Títol           | Resultat  |
| ---- | ------------------------------------------------- | ------------------------------ | --------------- | --------- |
| 2002 | Premis de Cinema de Barcelona                     | Millor Director                | Smoking Room    | Guanyador |
| 2002 | Premis Butaca                                     | Millor pel·lícula catalana     | Smoking Room    | Nominat   |
| 2002 | Karlovy Vary International Film Festival          | Special Mention                | Smoking Room    | Guanyador |
| 2002 | Festival de Cinema Espanyol de Màlaga             |                                | Smoking Room    | Nominat   |
| 2002 | European Film Awards                              | European Discovery of the Year | Smoking Room    | Nominat   |
| 2002 | Festival de Cinema Espanyol de Màlaga             |                                | Smoking Room    | Guanyador |
| 2002 | Karlovy Vary International Film Festival          | Crystal Globe                  | Smoking Room    | Nominat   |
| 2003 | Premi Cercle d'Escriptors Cinematogràfics,Espanya | Premi Revelació                | Smoking Room    | Guanyador |
| 2003 | Premis ADIRCAE                                    | Best First Work                | Smoking Room    | Guanyador |
| 2003 | Premis Goya                                       | Millor director novell         | Smoking Room    | Guanyador |
| 2003 | Premi Cercle d'Escriptors Cinematogràfics,Espanya | Millor Guió Original           | Smoking Room    | Nominat   |
| 2003 | Premis Goya                                       | Millor guió original           | Smoking Room    | Nominat   |
| 2006 | Premis Butaca                                     | Millor pel·lícula catalana     | Remake          | Nominat   |
| 2006 | Festival de cinema de Mar del Plata               | Millor pel·lícula              | Remake          | Nominat   |
| 2006 | Festival de Cinema Espanyol de Màlaga             |                                | Remake          | Nominat   |
| 2013 | Hawaii International Film Festival                | Millor pel·lícula              | Menú degustació | Nominat   |